# Hollis (Oklahoma)
Hollis és una ciutat dels Estats Units a l'estat d'Oklahoma. Segons el cens del 2000 tenia 2.264 habitants. Hollis és la seu de comtat (capital) del Comtat de Harmon (Oklahoma).

## Demografia
Segons el cens del 2000, Hollis tenia 2.264 habitants, 845 habitatges, i 561 famílies. La densitat de població era de 615,6 habitants per km².
Dels 845 habitatges en un 31,6% hi vivien nens de menys de 18 anys, en un 51,5% hi vivien parelles casades, en un 11,4% dones solteres, i en un 33,6% no eren unitats familiars. En el 30,4% dels habitatges hi vivien persones soles el 18,8% de les quals corresponia a persones de 65 anys o més que vivien soles. El nombre mitjà de persones vivint en cada habitatge era de 2,5 i el nombre mitjà de persones que vivien en cada família era de 3,1.
Per edats la població es repartia de la següent manera: un 27,3% tenia menys de 18 anys, un 7,8% entre 18 i 24, un 24,1% entre 25 i 44, un 19,9% de 45 a 60 i un 20,9% 65 anys o més.
L'edat mediana era de 39 anys. Per cada 100 dones de 18 o més anys hi havia 86,2 homes.
La renda mediana per habitatge era de 19.421 $ i la renda mediana per família de 23.103 $. Els homes tenien una renda mediana de 20.791 $ mentre que les dones 14.792 $. La renda per capita de la població era de 10.408 $. Entorn del 29,4% de les famílies i el 36,2% de la població estaven per davall del llindar de pobresa.

## Poblacions més properes
El següent diagrama mostra les poblacions més properes.